# عاشر مزراحي
آشر مزراحي هو مغني وشاعر تونسي، ولد في 1890 في القدس، وتوفي بنفس المكان في 27 أكتوبر 1967.